# Madine
Die Madine ist ein rund 19 km langes Flüsschen in Frankreich, das in der Region Grand Est verläuft. Sie ist ein linker und südwestlicher Zufluss des Rupt de Mad.

## Geographie

### Verlauf
Die Madine entspringt im Ortsgebiet von Varnéville und entwässert generell in nordöstlicher Richtung durch den Regionalen Naturpark Lothringen. Sie bildet den kleinen Stausee Étang de la Perche, sowie gleich danach den Lac de Madine, der für Freizeitaktivitäten stark genutzt wird und mündet nach insgesamt rund 19 Kilometern im Gemeindegebiet von Bouillonville als linker Nebenfluss in den Rupt de Mad. Auf ihrem Weg durchquert die Madine die Départements Meuse und Meurthe-et-Moselle.

### Zuflüsse
(Reihenfolge in Fließrichtung)
- Le Grand Ruisseau[5]  (links), 3,8 km
- Ruisseau de l’Etang de Pannes[6]  (rechts), 2,1 km
- Ruisseau de Burnenaux[7]  (links), 8,6 km
- Ruisseau de la Tuilerie[8]  (links), 9,6 km

### Orte am Fluss
(Reihenfolge in Fließrichtung)
- Varnéville
- Montsec
- Heudicourt-sous-les-Côtes
- Nonsard-Lamarche
- Pannes